# Dasychira emphanipoda
Dasychira emphanipoda är en fjärilsart som beskrevs av Collenette 1957. Dasychira emphanipoda ingår i släktet Dasychira och familjen tofsspinnare. Inga underarter finns listade i Catalogue of Life.